# Portlandia (socha)
Portlandia je socha, která se nachází nad vstupem do budovy Portland Building v Portlandu v americkém státě Oregon (na adrese 1120 SW 5th Avenue). Po Soše Svobody, která se nachází v New Yorku, jde o druhou největší tepanou dochu z mědi ve Spojených státech amerických. Socha byla navržena podle designu portlandské pečeti – zobrazuje ženu, která v levé ruce svírá trojzubec a pravou směřuje směrem dolů. Socha se nachází nad úrovní ulice, která je vcelku úzká a lemovaná stromy. Doprovodná deska obsahuje báseň jednoho z portlandských obyvatel, Ronalda Talneyho. Autor sochu vyrobil na předměstí Washingtonu, D.C. a po částech byla po vodě odeslána do Portlandu, kde byla smontována. Váží 5900 kilogramů.